# Lunglei
Lunglei – miasto w Indiach, w stanie Mizoram. Według danych szacunkowych na rok 2008 liczy 56 397 mieszkańców. Ośrodek przemysłowy.